# Бербосу
Бербосу (рум. Bărbosu) — село у повіті Караш-Северін в Румунії. Входить до складу комуни Рамна.
Село розташоване на відстані 360 км на захід від Бухареста, 21 км на північний захід від Решиці, 52 км на південний схід від Тімішоари.

## Населення
За даними перепису населення 2002 року у селі проживали 75 осіб, з них 73 особи (97,3%) румунів. Рідною мовою 73 особи (97,3%) назвали румунську.